# Dolina Łatana

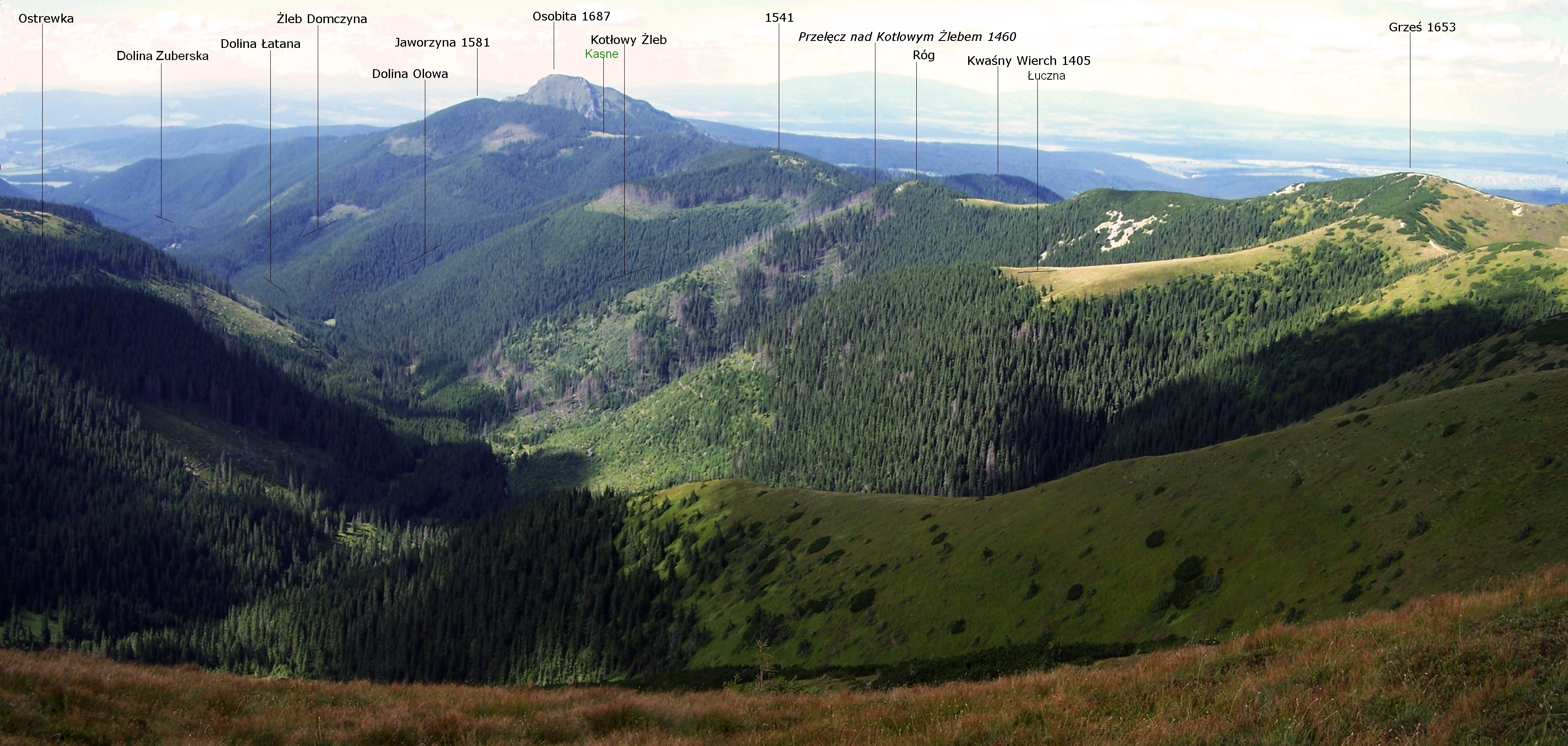
Dolina Łatana i jej otoczenie

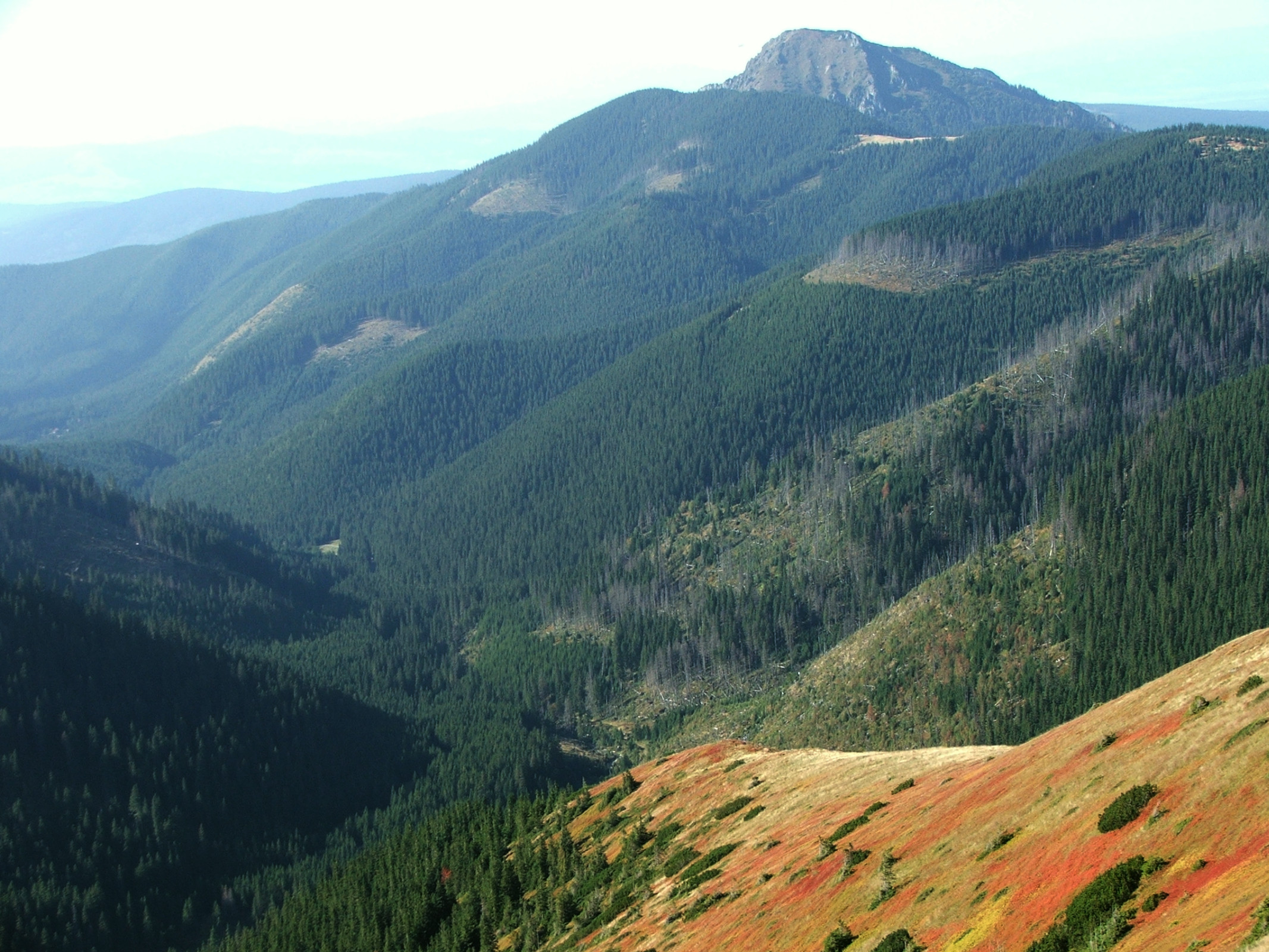
Dolina Łatana. U góry Osobita

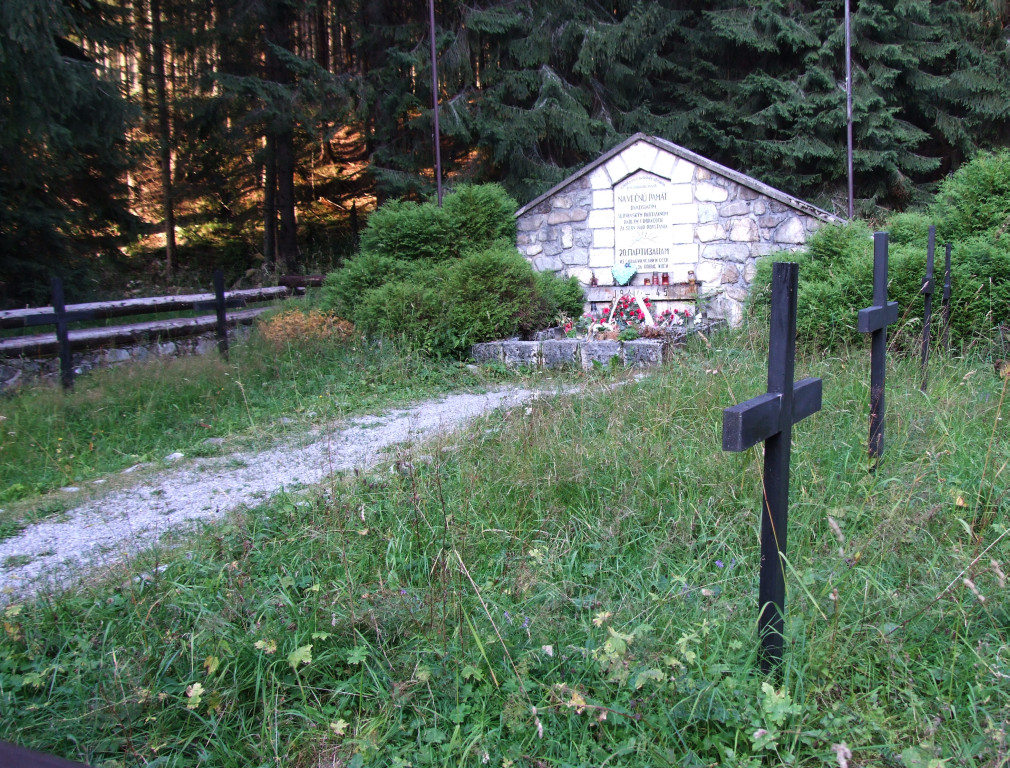
Cmentarzyk partyzancki

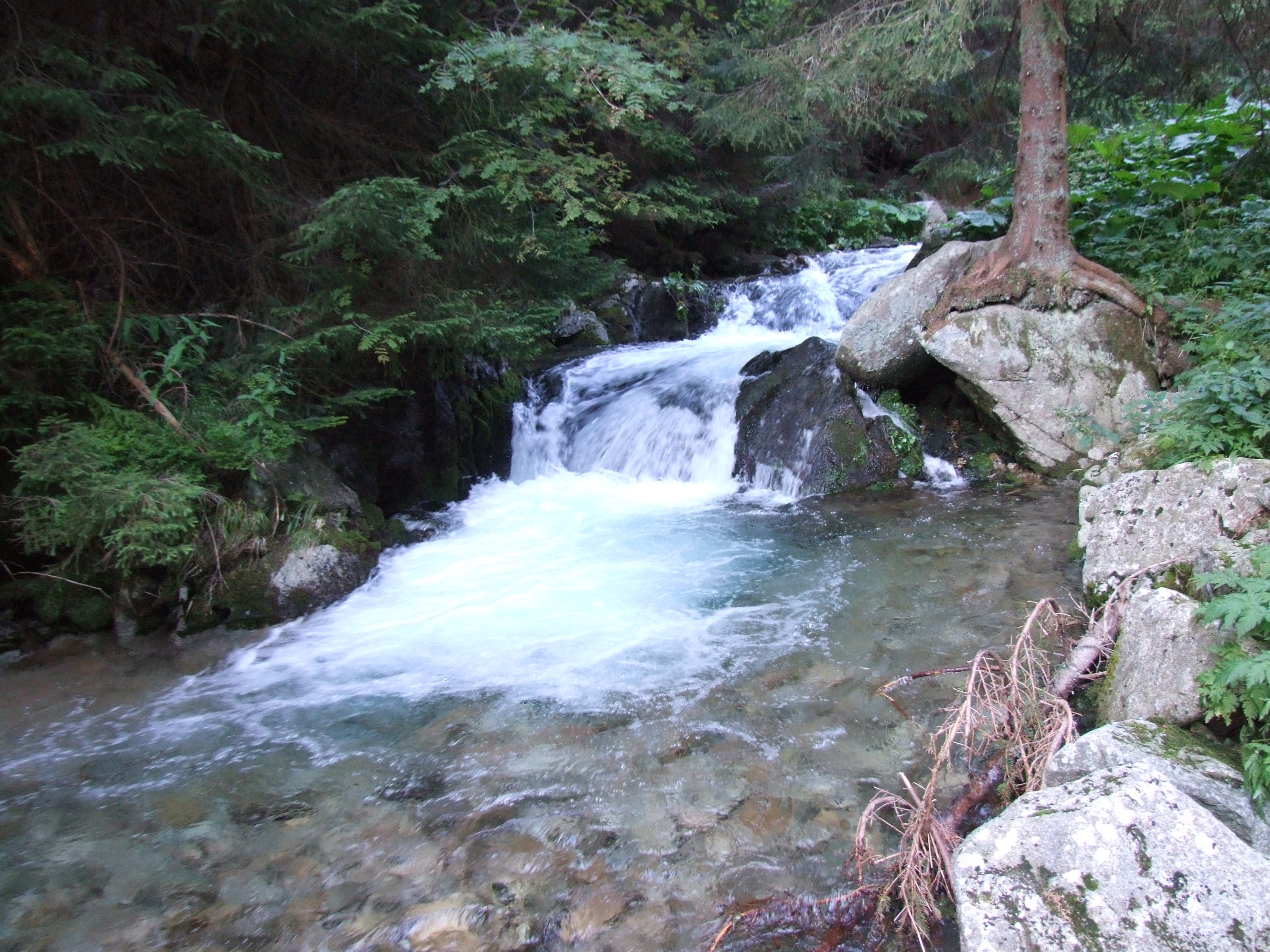
Łatany Potok

Dolina Łatana (słow. Látaná dolina) – dolina w słowackich Tatrach Zachodnich.

## Topografia
Jest jedynym prawym odgałęzieniem Doliny Zuberskiej. Jej wylot znajduje się w Zwierówce, gdzie łączy się z wylotem Doliny Rohackiej. Dolina ciągnie się po grań łączącą Grzesia z Rakoniem, sąsiadując z polską Doliną Chochołowską. Górna część doliny zwana jest Doliną Zadnią Łataną. Orograficznie prawe zbocza Doliny Łatanej stanowi grań Grześ – Osobita. W jej stokach występuje kilka bocznych odgałęzień. W kierunku od zachodu na wschód są to: Ciepły Żleb, żleb Domczyna, Dolina Olowa, Kotłowy Żleb i północna odnoga Doliny Zadniej Łatanej. Lewe zbocza tworzy północno-zachodnia grań Rakonia i Skrajnego Szyndlowca. Znajduje się w nim wybitny Szyndlowy Żleb oraz wąska kotlina o nazwie Koryciny. Pod zboczami Rakonia w Dolinie Zadniej Łatanej znajduje się kocioł lodowcowy Praszywe ograniczony z boków grzbietem Ostrewki i grzędą odchodzącą na zachód od Długiego Upłazu.

## Budowa
Dolina ma powierzchnię 7,4 km². Jest wyżłobiona w krystalicznych łupkach i ma łagodne zbocza boczne, bardziej strome są jedynie zbocza zamykające górną część doliny. W zboczach prawej strony zawiera ponadto piaskowce kwarcystyczne. W przeszłości pokryta była lodowcem o długości ok. 2,5 km, który schodził do wysokości ok. 1200 m n.p.m. Dno doliny pokryte jest morenami i wypełnione osadami jeziora, które kiedyś tu istniało, a powstało wskutek zatarasowania wylotu doliny przez większy lodowiec Doliny Zuberskiej. Po pewnym czasie nastąpiło przerwanie tamy morenowej i woda jeziora spłynęła. Doliną płynie obecnie Łatany Potok, który po połączeniu się w Zwierówce z Rohackim Potokiem tworzy Zimną Wodę.

## Historia
Dolina była dawniej wypasana. W dokumentach historycznych znajduje się wzmianka, że w 1615 r. salass Latany należał do niejakiego gazdy Marszałka z Białego Potoku. Górna część doliny pod zboczami Grzesia należała zaś w owym czasie do wsi Trzciana i Dłuhałuka. Przed II wojną światową w dolinie wypasała wieś Orawka znajdująca się aż 42 km stąd, w północnej Orawie. Obecnie znajduje się jeszcze w dolinie kilka polan, ale większą część doliny porastają lasy. Górna część doliny była niegdyś popularnym terenem narciarskim. U wylotu doliny znajduje się cmentarzyk partyzancki, na którym pochowano 20 partyzantów poległych w Dolinie Zuberskiej w grudniu 1944 r. W 1987 r. tereny doliny włączone zostały w obszar TANAP-u. Dolna część drogi prowadzącej dnem doliny (od Zwierówki) jest asfaltowana, łagodnie nachylona i dostępna dla osób niepełnosprawnych.

## Szlaki turystyczne
– żółty szlak ze Zwierówki przez Dolinę Łataną i Zabratową Przełęcz na Rakoń.
- Czas przejścia ze schroniska na Zwierówce do szlaku zielonego: 1:30 h, z powrotem tyle samo
- Czas przejścia od szlaku zielonego na przełęcz: 1:15 h, ↓ 45 min
- Czas przejścia z przełęczy na Rakoń: 30 min, z powrotem tyle samo

  – zielony szlak z Doliny Zadniej Łatanej do skrzyżowania na Grzesiu, stamtąd dalej grzbietem na Przełęcz pod Osobitą.
- Czas przejścia od szlaku żółtego do skrzyżowania pod Grzesiem: 1 h, ↓ 30 min
- Czas przejścia od skrzyżowania na Przełęcz pod Osobitą: 2 h, ↑ 3 h